# Ceratocapnos
Ceratocapnos és un gènere de plantes endèmic de la regió mediterrània que té unes cinc espècies pertany a la família fumariàcia.

## Algunes espècies
- Ceratocapnos claviculata (L.) Lidén
- Ceratocapnos heterocarpa Durieu
- Ceratocapnos palaestina Boiss.
- Ceratocapnos turbinata (DC.) Lidén
- Ceratocapnos umbrosa Walp.